# 阿爾塔米拉 (塔毛利帕斯州)
阿爾塔米拉是墨西哥的城市，由塔毛利帕斯州負責管轄，位於該國中部，始建於1749年5月2日，海拔高度10米，主要經濟活動是工業，2010年人口259,536。
22°20′15″N 97°52′10″W / 22.33750°N 97.86944°W